# Замок Бегшоу
Замок Бегшоу (англ. Castle Bagshaw) — один із замків Ірландії, розташований в графстві Каван.

## Історія замку Бегшоу
Замок Бегшоу збудував в 1627 році сер Едвард Бегшоу (Бегшейв). Це відбулось під час колонізації Ірландії шотландськими та англійськими колоністами на початку XVII століття. Замок та маєток був названий на честь будівничого і першого власника. Пізніше в замку жили Вільям Берроуз (1753—1829) та Брокхіл Перрот.
Вільям Берроуз (1753—1829) був сином поважного священика, отримав юридичну освіту. Вправи в нього йшли невдало, він розорився, мусив судитися за майно дружини — ці судові процеси дорого йому обійшлися. Він вирішив спробувати щастя в Індії. Для цього в Лондоні він зустрівся з багатьма аристократами і політиками, з принцом Уельським, отримав рекомендаційні листи від лорда Равдона та герцога Дорсета. Після важкої подорожі він прибув до Калькутти в 1789 році. Службу починав важко, служив під командою генерального адвоката Томаса Генрі Девіса, потім замінив Девіса на його посаді в 1792 році. У 1794 році він повідомив, що заробив достатньо, щоб жити в себе вдома як джентльмен. Про нього писали, що коли він прибув на службу до Бенгалії, то був скромним, але незабаром став нахабним і зарозумілим. Сер Генрі Рассел писав про нього, що він «нахабний ірландський мерзотник». Вільям Берроуз подав у відставну в 1801 році заробивши в Індії великі статки. Він повернувся до Лондона в 1802 році, хотів піти служити до верховного суду Великої Британії, але зазнав невдачі. Ще він хотів бути обраним до парламенту Великої Британії. Для цього він отримав рекомендаційні листи від Генрі Конінгама Монтгомері. Він став депутатом парламенту, ввійшов до складу уряду в 1803 році, керував Фінансовим комітетом Ірландії. Він підтримував Пітта, підтримував ідею створення ополчення в Ірландії для захисту від можливого вторгнення Наполеона. Виступав проти боротьби католиків за рівні права з протестантами. Він любив картярські ігри і програв в карти величезну суму, що мало знов не довело його до розорення. Захищав індійську політика лорда Веслі. Планував повернутися до Індії і стати головним суддею Бенгалії, планував стати секретарем Ірландії. Поїхав до Індії в 1806 році, але друге його перебування в Індії було для нього невдалим. Повернувся до Британії в 1816 році. Знову служив в уряді і парламенті, виступав за зменшення видатків на армію, проти арештів і покарань «за богохульство». У 1817 році він відвідав Брюссель, де грав у рулетку. Був в опозиції. У 1818 році знову висувався до парламенту, але програв вибори. Решту років життя провів в Ірландії.